# Iryna Krjoeko
Iryna Krjoeko (Wit-Russisch: Ірына Крыўко) (Syanno (Oblast Vitebsk), 30 juli 1991) is een Wit-Russisch biatleet. 

## Carrière
Krjoeko behaalde haar grootste succes door tijdens de Olympische Winterspelen 2018 de gouden medaille te winnen op de estafette.

## Belangrijkste resultaten

### Wereldkampioenschappen
| Jaar | Plaats            | Onderdeel   | Onderdeel | Onderdeel     | Onderdeel  | Onderdeel | Onderdeel          | Onderdeel                 |
| Jaar | Plaats            | Individueel | Sprint    | Achtervolging | Massastart | Estafette | Gemengde estafette | Single gemengde estafette |
| ---- | ----------------- | ----------- | --------- | ------------- | ---------- | --------- | ------------------ | ------------------------- |
| 2016 | Oslo Holmenkollen | 64e         | 66e       | —             | —          | 18e       | 9e                 |                           |
| 2017 | Hochfilzen        | 14th        | 36e       | 45e           | —          | 9e        | 25e                |                           |
| 2019 | Östersund         | 62e         | 26e       | 33e           | 24e        | 11e       | —                  | —                         |
| 2020 | Antholz           | 30e         | 52e       | 49e           | –          | 13e       | 12e                | –                         |

### Olympische Winterspelen
| Jaar | Plaats      | Onderdeel   | Onderdeel | Onderdeel     | Onderdeel  | Onderdeel | Onderdeel          |
| Jaar | Plaats      | Individueel | Sprint    | Achtervolging | Massastart | Estafette | Gemengde estafette |
| ---- | ----------- | ----------- | --------- | ------------- | ---------- | --------- | ------------------ |
| 2018 | Pyeongchang | 36e         | 17e       | 17e           | 26e        | Goud      | —                  |